# تیم مک‌مولان
تیموتی دبلیو وی مک‌مولان (متولد ۱۹۶۳) بازیگر بریتانیایی است که به خاطر کارهای صحنه‌ای، تلویزیونی و سینمایی‌اش شناخته می‌شود. او بیشتر به خاطر بازی در نقش آتیکوس پوند در سریال‌های معمایی بی‌بی‌سی، قتل‌های مگپی و قتل‌های مون‌فلاور شناخته می‌شود.

## فیلم‌شناسی
| سال  | عنوان                                    | نقش                  | یادداشت‌ها |
| ---- | ---------------------------------------- | -------------------- | --------- |
| ۱۹۹۳ | سرزمین‌های سایه‌ها                         | نیک فارل             |           |
| ۱۹۹۴ | انسان بودن                               | بیابانگرد            |           |
| ۱۹۹۵ | پرنسس کارابو                             | اشراف‌زاده انگشت روشن |           |
| ۱۹۹۵ | همدست: سه زندگی لوسی کابرول              | هنری کابرول          |           |
| ۱۹۹۷ | عنصر پنجم                                | دستیار دانشمند       |           |
| ۱۹۹۷ | رابینسون کروزوئه                         | دوم کروزوئه          |           |
| ۱۹۹۷ | گرفتار در عمل                            | پیپ                  |           |
| ۱۹۹۸ | زیبایی خطرناک                            | متعصب                |           |
| ۱۹۹۸ | شکسپیر عاشق                              | رایگان‌ها             |           |
| ۱۹۹۹ | پلانکت و مک‌لین                           | داماد                |           |
| ۱۹۹۹ | اونگین                                   | دندی ۱               |           |
| ۲۰۰۰ | آیزنشتاین                                | رک                   |           |
| ۲۰۰۲ | دو مرد به جنگ رفتند                      | پلیس نظامی در قطار   |           |
| ۲۰۰۶ | ملکه                                     | استیون لامپورت       |           |
| ۲۰۱۰ | جهان شکسپیر: هر طور که دوست دارید        | ژاک                  |           |
| ۲۰۱۱ | اجرای زنده تئاتر ملی: باغ گیلاس          | سیمینوف-پیشیک        |           |
| ۲۰۱۲ | زن سیاه‌پوش                               | آقای جروم            |           |
| ۲۰۱۵ | تئاتر ملی زنده: مرد و سوپرمن             | مندوزا / شیطان       |           |
| ۲۰۱۷ | اجرای زنده تئاتر ملی: شب دوازدهم         | سر توبی بلچ          |           |
| ۲۰۱۷ | ویکتوریا و عبدل                          | خیاط                 |           |
| ۲۰۱۸ | ویلی و نگهبانان دریاچه                   | پادشاه               | صدا       |
| ۲۰۱۸ | اجرای زنده تئاتر ملی: آنتونی و کلئوپاترا | انوباربوس            |           |
| ۲۰۱۹ | ویک وایکینگ و شمشیر جادویی               | سون                  | صدا       |
| ۲۰۲۱ | سیرانو                                   | جودلت                |           |
| ۲۰۲۲ | انولا هولمز ۲                            | چارلز مک‌اینتایر      |           |